# 1611 au théâtre
| Années du théâtre : 1608 - 1609 - 1610 - 1611 - 1612 - 1613 - 1614    |
| Décennies du théâtre : 1580 - 1590 - 1600 - 1610 - 1620 - 1630 - 1640 |

## Événements
- Dernière année de l'actrice Rachel Trépeau à l'Hôtel de Bourgogne à Paris, dans la troupe de Valleran Le Conte dont elle fait partie depuis 1607.

## Pièces de théâtre publiées
- Francesco Andreini :
  - (it) L'alterezza di Narciso opera scenica, Venise, Giacomo Antonio Somasco.
  - (it) L'ingannata Proserpina opera rappresentatiua, e scenica, Venise, Giacomo Antonio Somasco.
- Pierre de Larivey, Trois nouvelles comédies ... À l'imitation des anciens Grecs, Latins et modernes Italiens. A sçavoir La constance, Le fidelle et Les tromperies, Troyes, Pierre Chevillot (Lire sur Gallica) ; les pièces s'inspirent de comédies italiennes : La Costanza de Girolamo Razzi, Il Fedele de Luigi Pasqualigo, Gl'Inganni de Nicolὸ Secchi[1].
- Valeria Miani (it), Celinda, tragedia, Vicence, Francesco Bolzetta et Domenico Amadio, 12-84 p.[2].
- Flaminio Scala publie à Venise chez Giovanni Battista Pulciani (it) Il Teatro delle favole rappresentative overo la ricreatione comica, boscareccia, e tragica où il propose cinquante scénarios de théâtre[3].

## Pièces de théâtre représentées
- avril : Cymbeline, tragi-comédie de William Shakespeare, Londres.
- 1er novembre :  La Tempête, dernière œuvre de William Shakespeare, Londres, au Palais de Whitehall.
- 5 novembre : première représentation connue du Conte d'hiver de William Shakespeare, Londres, au Palais de Whitehall.

## Naissances
- 21 janvier : Krzysztof Opaliński, noble polonais, diplomate et homme politique, auteur de comédies et de tragédies pour le théâtre qu'il avait installé dans son château de Sieraków, mort le 6 décembre 1655.
- 1er septembre : William Cartwright, dramaturge et poète anglais, mort le 29 novembre 1643.
- 26 octobre : Antonio Coello, dramaturge et poète espagnol, mort le 20 octobre 1652.
- 1er décembre : Nicolas Avancini, jésuite italien, dramaturge et poète, mort le 6 décembre 1686.
- Date précise non connue :
  - Juan Vélez de Guevara, dramaturge espagnol, mort le 20 novembre 1675.
  - Li Yu, romancier et dramaturge chinois, mort en 1680.
- Vers 1611 : 
  - Charles Dufresne, comédien et directeur de troupe français, mort vers 1684.

## Décès
- 23 novembre : Cornelius Schonaeus, enseignant, latiniste et dramaturge néerlandais, né en 1540.